# Estación de Moncada y Reixach
Moncada y Reixach (en catalán y según Adif Montcada i Reixac) es una estación ferroviaria situada en el municipio español de Moncada y Reixach, en la provincia de Barcelona, comunidad autónoma de Cataluña. Forma parte de la línea R2 de la red de Cercanías Barcelona operada por Renfe y la línea R11 de la red de Media distancia operada por Renfe.

## Situación ferroviaria
La estación se encuentra en el punto kilométrico 12,3 de la línea férrea Barcelona-Cerbère en su sección entre Barcelona y Massanet a 40 metros de altitud. El tramo es de vía doble y está electrificado.

## Historia
La estación fue inaugurada el 22 de julio de 1854 con la puesta en marcha de la línea Barcelona-Granollers. Las obras y explotación inicial corrieron a cargo de la Compañía de los Caminos de Hierro de Barcelona a Granollers también llamada Compañía de los Caminos de Hierro del Norte de Barcelona. Varias fusiones y uniones empresariales tan habituales en el ferrocarril de finales del siglo XIX hicieron que la estación pasara por diferentes manos hasta recalar en TBF en 1875 que aglutinó varias de las pequeñas compañías de la época que operaban en la zona de Cataluña. En 1889, TBF acordó fusionarse con la poderosa MZA, dicha fusión se mantuvo hasta que en 1941 la nacionalización del ferrocarril en España supuso la desaparición de todas las compañías privadas existentes y la creación de RENFE. 
Desde el 31 de diciembre de 2004 Renfe Operadora explota la línea mientras que Adif es la titular de las instalaciones ferroviarias.

## La estación
Es la más céntrica de todas las estaciones situadas en el municipio. Dispone de un edificio de corte clásico de base rectangular, dos plantas y disposición lateral a las vías. Cuenta con dos vías principales (vías 1 y 2) y una vía derivada (vía 4). El acceso a las mismas se realiza gracias a un andén lateral y otro central. Ambos están parcialmente cubiertos con marquesinas con tejado en uve. Los cambios de vía se realizan gracias a un paso subterráneo.

## Servicios ferroviarios
Muchos trenes de Media Distancia y largo recorrido pasan por ella sin hacer parada. De los trenes de cercanías que paran, algunos son regionales cadenciados con destino Cerbère u origen Portbou que efectúan parada en todas las estaciones del tramo norte de la R2. Estos parten de la estación de Sants habitualmente, pues los trenes procedentes de la parte sur de la línea nunca llegan más allá de la estación de San Celoni.
| << cabecera                    | < estación        | línea | estación >  | cabecera >>                  |
| ------------------------------ | ----------------- | ----- | ----------- | ---------------------------- |
| Rodalies de Catalunya de Renfe |                   |       |             |                              |
| Aeropuerto                     | San Andrés Condal |       | La Llagosta | San Celoni Massanet-Massanas |
| Castelldefels                  | San Andrés Condal |       | La Llagosta | Granollers Centro            |